# 妊姓
妊姓，是一個中文姓氏，是中国最早的上古八大姓之一。
《左氏春秋》中載，妊姓為伏羲氏風姓後代。另說妊姓即「任姓」一脈，是中国传说时代黄帝長子的後裔。。

## 註腳
1. ↑  《国语·晋语》:“凡黃帝之子，二十五宗，其得姓者十四人，為十二姓。姬、酉、祁、己、滕、箴、妊、荀、僖、姞、儇、依是也。”